# Festival istriotskog narječja
Festival istriotskog narječja (tal. Festival dell' Istrioto), kulturna manifestacija u Hrvatskoj usmjerena njegovanju istriotskog odnosno istroromanskog jezika, skupinu predmletačkih autohtonih romanskih govora istarskog poluotoka, a čini jezični otok na jugu Istre.
Održava se u organizaciji Zajednice Talijana svake godine počevši od 2013. godine. Traje tri dana. Pruža utvrđene sadržaje koji teže ka promociji i vrednovanju istriotskog narječja te dodatne sadržaje. Cilj festivala je približiti istriotsko narječje odnosno istriotski jezik svakom posjetitelju i pružiti mu jedinstveni doživljaj. Putem predstavljanja knjiga, tribina, (didaktičko-jezikoslovna) radionica za djecu i drugih sadržaja revalorizira ovaj dijalekt i njegov značaj, poput smotre folklora, programe dramskih skupina, prezentacije i degustacije tradicionalnih kolača, predavanja i dr. U sklopu festivala nastao je projekt DERSII.

## Vanjske poveznice
- YouTube Festivala istriotskog narječja - Šišan 2017.
- Facebook